# یونیتی
یونیتی (به انگلیسی: Unity) یک پوسته گرافیکی برای محیط میزکار گنوم بود که توسط شرکت کانونیکال برای توزیع لینوکس این شرکت به نام اوبونتو توسعه داده می‌شد. یونیتی برای اولین بار در اوبونتو ۱۰٫۱۰ نسخه نت بوک استفاده شد. این رابط کاربری برای استفاده بهینه از فضای صفحه نمایش به خصوص در نت بوک‌ها طراحی شد.
کنونیکال یونیتی را معرفی کرد تا طبق نظر توسعه‌دهندگان خود، کاربر پسندتر باشد و همچنین کاربران بیش‌تری را از خارج از دنیای لینوکس به این توزیع جذب نماید. این پوسته گرافیکی تنها برای توزیع اوبونتو و توسط کنونیکال ارائه می‌شد و در دیگر توزیع‌ها به‌طور پیش‌فرض استفاده نمی‌شد.
در ۵ آپریل ۲۰۱۷، مارک شاتلورث اعلام کرد که کار بر روی توسعه نسخه هشت یونیتی متوقف شده‌است و این شرکت دیگر توسعه یونیتی را ادامه نخواهد داد و اوبونتو از نسخه ۱۸٫۰۴ به‌طور پیش‌فرض از گنوم با واسط کاربر گنوم شل استفاده خواهد کرد.

## سفارشی‌سازی
یکی از کمبودهای میزکار یونیتی، عدم امکان سفارشی‌سازی مناسب است. به این معنا که یک کاربر نمی‌تواند آن را چندان سفارشی و متفاوت کند و آن را براساس نیاز خود تغییر دهد. به عنوان مثال نمی‌تواند آگاه‌سازی‌ها (به انگلیسی: Notification) و موارد موجود در پنل بالا را با پنل سمت چپ ادغام کند و به پایین صفحه بیاورد (کاری که در کی‌دی‌ئی ممکن است) یا یک پنل دیگر اضافه کند یا سایز پنل بالا را زیاد کند. دلیل اصلی این موضوع را باید در در دیدگاه و هدف توسعه‌دهندگان یونیتی جست که دسترس‌پذیری و راحتی در کار برای کاربر را بر فراهم آوردن محیطی حرفه‌ای با امکان دسترسی به تمامی قابلیت‌های ریز و درشت سیستم مقدم می‌دانند.

## جلوه‌های ویژه گرافیکی
بعد از ارائهٔ یونیتی مدیر پنجرهٔ کامپیز به مدیر پنجره یونیتی تبدیل شد و گنوم ۳ نیز ماتر را به عنوان مدیر پنجره خود برگزید. با وجود یک سری از ناهمخوانی‌ها و ایرادها که کاربر را تا حدود زیادی از استفاده از سفارشی‌سازی‌های کامپیز منع می‌کرد، اما این مدیر پنجره به صورت پیش‌فرض در اوبونتو از پس کارهای خود برمی‌آید و جلوه‌های روان و مناسبی را نمایش می‌دهد.

## مدیریت پرونده‌ها
در یونیتی از مدیر پرونده پیش‌فرض گنوم یعنی ناتیلوس استفاده می‌شود. این مدیر پرونده ساختار ساده‌ای داشته و گزینه‌های کمی را برای سفارشی کردن محیط داراست. برای افزایش امکانات ناتیلوس، اسکریپت‌ها و افزونه‌های فراوانی نوشته شده‌است که می‌تواند این مدیر پرونده را از نمونه‌های مشابه متمایز کند. همچنین دستکاری فایل‌های پیکربندی این مدیر پرونده بسیار ساده و طبق روالی با ساختار استاندارد انجام می‌شود.